# Саборна црква у Тузли
Саборни храм Успења Пресвете Богородице је српска православна црква која се налази у Тузли. Припада Епархији зворничко-тузланској, посвећен је Богородици, а изграђен 1882. године.

## Опште информације
Саборни храм Успења Пресвете Богородице налази се у градској зони Тузле, на почетку дела града под називом Српска Варош у улици Ђорђа Михајловића, источно од Градског парка у Тузли. Према концепту, верски објекат припада типу једнобродне грађевине са припатом, наосим и олтарским простором. Грађевине је у неокласицизму, правоугаоне је основне са пет неовизантијских купола (четири на фланкираним угаоним позицијама и петом централном изнад наоса), покукружном апсидом, прозорима постављеним у једном хоризонталном реду и звоником изнад улаза у цркву. Црква је оријентисана у смеру исток-запад при чему се главни улаз налази на западној, а апсида на источној страни цркве.
Комисија за очување националних споменика БиХ је на седници одржаној од 3. до 9. јула 2007. године донела одлуку да се црква прогласи за национални споменик Босне и Херцеговине. Национални споменик чине црква, збирка од 21 иконе које су саставни део иконостаса, Христов гроб, велико распеће и два трона.

## Изглед цркве
Некадашњи помоћни улази цркве на средини северног односно јужног зида су након доградње полукружних ниша за паљење свећа (након 1988) у функционалном смислу промењени. У полукружном зиду северне нише за паљење свећа, пре споја са северним латералним зидом цркве су постављена врата, преко којих се може приступити простору наоса, док у зиду јужне апсиде за паљење свећа не постоје врата.
С обзиром на чињеницу да се у спикацама техничких снимака из 1966. и 1985. године уцртана врата на јужној страни апсиде, а којих данас нема на тој позицији, претпоставља се да су и ова врата зазидана након 1988. године. Уместо врата на споменутој позицији, постављена су нова врата у зиду северно од главне апсиде, којима се директно, из спољашњег простора, може прићи олтарском простору.
Дужина цркве је око 28,64 м, док је ширина 13,55 м. Висиона објекта од завршетка кровног венца је 12 м, од врхова четири бочне куполе 20,5 м, од врха четири централне куполе износи 28 м, а од врха звоника 34, 5 м. На свакој од купола налази се позлаћени метални крст. Конструктивни систем цркве чине масивни зидови, ступови, лукови, сводови, а за изградњу цркве коришћена је пуна цигла. Дебљина спољашњих зидова је 1,3 м, а дебљина спољашњег западног зида и приземних зидова торња је 0,95 м. Дебљина зидова главне куполе је око 70 цм, а сви они су малтерисани са унутрашње и спољашње стране. Изнад средишњег дела цркве налази се централна купола која се ослања на четири лука, два у попречном смеру и два прислоњена на латералне зидове цркве. Висина до темена прислоњеног лука од пода приземља цркве је око 11,25 м.
Унутрашњи дијаметар централне куполе износи око 8,10 м, а висина тамбура је 4,30 м и на њему се налази 16 полукружно засведених прозора. Са спољашње стране тамбур централне куполе има пресек правилног шеснаестоуганика, док тамбури четири мање угаоне куполе са спољашњих страна имају пресек правилног осмоуганика. У тамбурима спољашњих купола је смештено по 8 полукружно засведених прозора. Црква је наткривена косим вишеводним кровом, а све кровне контуре, све куполе, апсида, кров на звонику и сви опшави су покривени бакарним лимом, док је кровна конструкција дрвена. Зидне плохе латералних зидова, у потезу између фланкираних угаоних завршетака цркве се завршавају профилираним кровним венцем који има низ аркада Полукружна апсида, која се налази на источној страни објекта, ширине је око 4,90 м, а дубока је 3,40 м. Апсида је прекривена полукуполом, а висина апсиде до износи око 16,50 м.
Простор припрате је колонадом масивних ступова осмоугаоног пресека одвојен од простора наоса. У простору припрате, у њеном северном делу је смештено двокрако степениште, којим се преко двадесет првог степеника долази на хорску галерију. Галерија се налази на простору читавог западног зида цркве, изнад припрате, на висини од цца 5,70 м од пода наоса цркве. Неправилног је облика и њена ширина износи око 5,50 м. Са галерије се кроз врата постављена у осовини западног бочног зида цркве, дрвеним степеништем приступа у звоник. Угаони завршеци фасада наглашени су једноставно профилираним пиластрима, који су постављени читавом висином објекта, од сокла до кровног венца. Пиластри излазе из равни фасадних зидова за око 10 цм, а њихова ширина износи око 75 цм. Прозори су постављени у једном хоризонталном појасу. Израђени су од дрвета, а њихове димензије износе око 1,10 X 3,50 м и имају полукружне завршетке. Прозори са спошљање стране имају декориране решетке од кованог железа. На западном зиду објекта се налази главни црквени портал. Његове димензије износе 1,40 X 3,90 м. У порталу су постављена масивна храстова двокрилна врата са полукружним завршетком, а оквир портала је једноставне профилације. Лево и десно од звоника, на улазној страни објекта су постављене полуапсиде покривене четвртином калоте куполе. Под цркве је израђен од брушеног тереца.
Звоник је правоугаоне основе, чије димензије износе око 4,22 х 4,22 м. Дебљина зидова звоника износи око 95 цм, а унутрашњи простор, у којем је смештено дрвено степениште, има димензије 2,15 х 2,15 м. На врху звоника је израђен кров од дрвене кровне конструкције. Тамбур звоника има пресек правилног осмоугаоника,  висок је 4,20 м. На галерији на којој су постављена звона, звоник има квадратичну тлоцртну основу, а у свакој страници је постављен отвор са полукружним завршетком, димензија 1,10 х 3,10 м. Зидови цркве су украшени различитом флоралном и геометријском орнаментиком у секо техници.

## Иконостас
Црквени иконостас рађен је у периоду од 1909 до 1910. године. Дрворезбарство иконостансе преграде и позлаћивање резбарије је извео Вуковић, Србин из Пеште. Иконе на иконостасној прегради је урадио сликар Марко Греговић из Мостара. На иконостасу је представљено двадесет икона и Царске двери са сценом Благовести. У цркви се такође налази Христов гроб правоугаоне основе, израђен од дрвета, Трон са представом Светог Саве, на јужној страни наоса цркве и Трон са представом Светог Лазара Српског на северној страни наоса.
Иконе су уметнуте у масивни дрвени рам који затвара олтарну преграду од наоса цркве. Рам је украшен плитким аркадама чија унутрашњост је обојена златном и плавом бојом. Оквири уметнутих икона, рађених техником уља на платну, су такође обојени златном бојом.
Иконостас се у композиционом погледу може поделити на три хоризонталне целине.
На доњој хоризонталној целини, посматраној, смештене су следеће иконе (са представама светитеља):
- Св. Николај чудотворац,
- Св. Стефан,
- Пресвета Богородица,
- Царске двери са представом Благовести,
- Христос Пантократор,
- Св. арханђел Михаило и
- Св. Јован Претеча

На другој хоризонталној целини, налазе се следеће иконе:
Преображење Господње,
- Успење Пресвете Богородице,
- Рођење Пресвете Богородице,
- Тајна вечера,
- Рођење Христово,
- Успење Христово и
- Крштење Христово

На трећој хоризонталној целини, смештене су иконе:
- Св. цар Константин и царица Јелена,
- Св. апостоли Петар и Павле,
- Св. јеванђелисти Матеј и Марко,
- Узнесење Христово,
- Св. јеванђелисти Лука и Јован,
- Св. Димитрије и Георгије и
- Св. Ћирил и Методије

На доњој хоризонталној целини, смештене су сlедеће иконе (са представама светитеља):
- Св. Николај чудотворац,
- Св. Стефан,
- Пресвета Богородица,
- Царске двери са представом Благовести,
- Христос Пантократор,
- Св. арханђел Михаило и
- Св. Јован Претеча

На другој хоризонталној целини, налазе се иконе:
- Преображење Господње,
- Успење Пресвете Богородице,
- Рођење Пресвете Богородице,
- Тајна вечера,
- Рођење Христово,
- Успење Христово и
- Крштење Христово

На трећој хоризонталној целини, смештене су сљедеће иконе:
- Св. цар Константин и царица Јелена,
- Св. апостоли Петар и Павле,
- Св. јеванђелисти Матеј и Марко,
- Узнесење Христово,
- Св. јеванђелисти Лука и Јован,
- Св. Димитрије и Георгије и
- Св. Ћирил и Методије

## Историјат
Саборна црква у Тузли грађен је у периоду од 1874. до 1882 . године. Више година је Црквена општина тузланска скупљала новац за градњу нове цркве; године 1868, када су у црквеном одбору били: Јован Јовановић, Нико Петрић-Михаиловић, Лазо Каљало-Ђокић, Ристо Јовановић-Хорошчић, Живко Црногорчевић и Манојло Благојевић, располагала је са 4.000 дуката у злату, а у пролеће 1874. године располагала је са 6.000 дуката у злату, као и материјалом за градњу. Од Султана су добили новчану помоћ од 15.000 грошева. План за нову цркву направио је инжењер Антон Линардовић (родом из Сиња), који је био запослен код Окружне власти (Зворничког санџака) и понајвише се бавио изградњом улица. За израду плана за градњу цркве инжињеру Антону Линардовићу је исплаћена надокнада у износу од 15 дуката ћесарских у злату.  Посао изградње нове цркве поверен је Таси Наумовићу из Шапца, који је довео мајсторе предвођене неимаром Ристом Недељковићем, Охриђанином, који је непосредно руководио радовима. Било је прикупљено 300.000 комада цигле и 250 товара угашеног креча. Осим тога, црквени одборници су подузимачу послова, Таси Наумовићу, дали 6.000 дуката у злату (исплаћених у 12 сукцесивних рата од по 500 дуката), камен од старе зграде цркве (Агатангеловог конака), као и сав остали искористиви материјал. Стара црква је била срушена пре отпочињања радова на грађењу нове, Саборне цркве. Тада је договорена израда привременог иконостаса „од простог тишлераја“. Уговор о градњи је био оверен код шабачког суда, а као сведоци Тасе Наумовића потписани су браћа Ђоко и Стево Топузовић.
Свечани чин освећења темеља нове цркве обављен је 6. маја 1874. године. Обавио га је митрополит Дионисије Петровић, у присуству мутесарифа Мустафа-паше и других званица. У јесен 1875. године, пре него што је неимар Ристо успео довршити зидање велике куполе па прекинути радове током зимског периода, дошло је до рушења куполе. Године 1875. због избијања устанка у Херцеговини, градња цркве је прекинута. За време путовања ро Босни 1879. године, Павле Ровински је записао да се православна црква налазила у изградњи и да се служба вршила у малој школи, а дао је и опис и вароши у Доњој Тузли.
Након завршетка устанка, Црквени одбор се сложио са неимаром Ристом Недељковићем да за износ дневнице од 10 форинтинастави градњу. Помоћник Ристе Недељковића за износ дневнице од 5 форинти био је Италијан Леополд Зафани. Стручни надзор над радовима су вршили војни инжењери. Цар Франц Јозеф приложио је за изградњу 600 форинти. У августу 1882. године, црква је довршена и посвећена Успењу Пресвете Богородице, док је један параклис, уз олтар, посвећен Светом Сави, а чин освећења је предводио митрополит Дионисије Илијевић.
Прва обнова Саборне цркве извршена је 1909/1910. године. Освећење новог иконостаса обављено је у мају 1910. године. Пре литургије, цркву је осветио дабробосански митрополит Евгеније Летица, који је затим на литургији, уз саслужење митрополита захумско-херцеговачког Петра Зимоњића и митрополита бањалучког Василија Поповића, хиротонисао Илариона Радонића за митрополита зворничко-тузланског. Друга обнова цркве је извршена 1925. године, а на Велику Госпојину, 15. августа 1925. године, цркву је осветио патријарх Димитрије Павловић, док су наредне обнове извршене 1968. године, као и деведесетих година 20. века.
Храм је оштећен током Рата у Босни и Херцеговини. У ноћи између 17. и 18. октобра 2008. године црква је оскрнављена тако што су непозната лица на њој написали „Четници” и нацртали полумесец са звездом.